# بانک سیلیکون ولی
بانک سیلیکون ولی (انگلیسی: Silicon Valley Bank) یا اس‌وی‌بی شرکت خدمات مالی و بانکداری آمریکایی بود، که در سال ۱۹۸۲ تأسیس شد و در سال ۲۰۲۳ طی یک بحران مالی اعلام ورشکستگی نمود.
این بانک یکی از بزرگ‌ترین بانک‌های ایالات متحده آمریکا و بزرگ‌ترین بانک در سیلیکون‌ولی بر پایه سپرده‌های محلی بود و در ۳۰ ژوئن ۲۰۱۶، ۲۵٫۹٪ از سهم بازار را در اختیار داشت. این بانک از شرکت‌های تابعه گروه مالی اس وی بی، از شرکت‌های هلدینگ بانک بود. پس از ورشکستگی شرکت بیمه سپرده فدرال آن را در اختیار گرفت که دومین ورشکستگی بانکی بزرگ در تاریخ مالی آمریکا شد.